# السلاح في المغرب
السلاح في المغرب هو خاضع لعدة قوانين صارمة، كما أن حمله أو المتاجرة فيه أو إستيراده من الخارج يقتضي احترام عدد من الضوابط، التي تجعل من حمل السلاح في المغرب مقتصرا على عدد محدود من الهيئات، كما أن حيازته من طرف الأشخاص العاديين غير متاح بالشكل السهل بسبب المساطر القانونية الصارمة.

## الإجراءات التنظيمية والقانونية
لتفادي استخدام السلاح في أعمال إرهابية أو أي أعمال آخرى من شأنها المس بالأمن والنظام العام، تم إخضاع السلاح في المغرب لمجموعة من القوانين الصارمة سواء حمله أو الإتجار فيه أو إستيراده، وقد تم تحديد هذه المساطر القانونية في:
- الظهير بتاريخ 18 من محرم 1356 (31 مارس 1937) المتعلق باستيراد وتجارة وحمل وحيازة الأسلحة والعتاد.[3]
- الظهير رقم 1.58.286 بتاريخ 17 صفر 1378 (2 شتنبر 1958) حول زجر مخالفات القانون المتعلق بالأسلحة والعتاد و المتفجرات.
- الظهير الشريف رقم 1.02.297 صادر في 25 من رجب 1423 (3 أكتوبر 2002) بتنفيذ القانون رقم 00-78 المتعلق بالميثاق الجماعي (المادة 49).

## تجارة السلاح في المغرب
المحلات الموجودة في المغرب والخاصة بتجارة السلاح، تخضع لقوانين وإجراءات شديدة الصرامة، بالإضافة إلى التشديد في مسطرة الحصول على رخص حمل السلاح والصيد، والسبب راجع إلى الأحداث الإرهابية التي عرفها المغرب في السنوات الأخيرة: تفجيرات الدار البيضاء في سنة 2003، والتفجير الإرهابي بالدار البيضاء في سنة 2007، والتفجير الإرهابي الذي وقع في مراكش سنة 2011.

## السلاح وعلاقته بالإرهاب
أظهرت الأسلحة التي حجزت لدى مجموعة من الخلايا الإرهابية المفككة (خلية بليرج وأمغالا والمجاهدين) أن ثمة خللا في حماية الحدود، خاصة البرية والبحرية منها، على اعتبار أن أكثر عمليات تهريب السلاح تمر من هذين المنفذين، كما أظهرت حجم الخطر الذي يحدق بالمغرب، وطرحت علامات استفهام حول الحل الأنسب لإيقاف إدخال السلاح إلى المغرب. وتوزعت الأسلحة المحجوزة لدى هذه الخلايا الإرهابية ما بين بنادق من نوع كلاشنيكوف ومسدسات رشاشة مصنعة ببلجيكا وإسبانيا والبرازيل والتشيك. وقبل أن يتم إعتقالها، كانت هذه الخلايا تعمل على التخطيط لأعمال إرهابية كذلك بواسطة أحزمة ناسفة وسيارات مفخخة تستهدف خاصة المصالح الأمنية والأجنبية.

## استخدام السلاح في المغرب

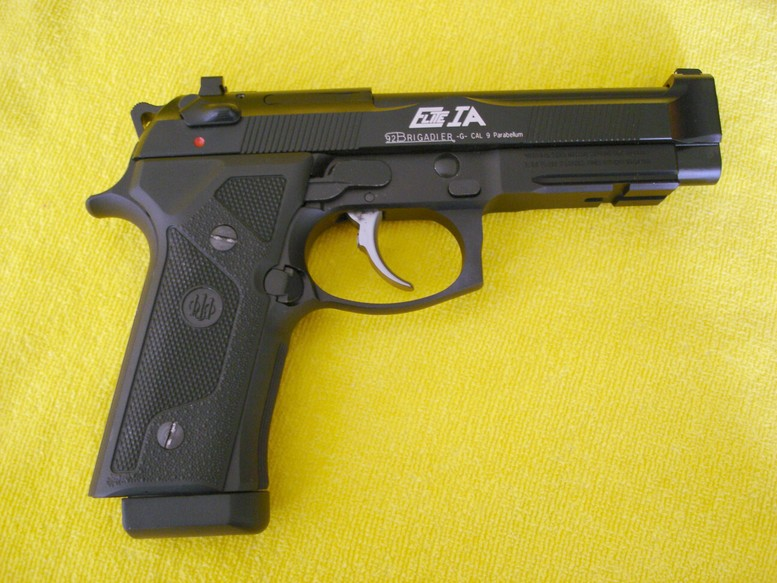
مسدس بيريتا هو الأكثر إستخداماً لدى غالبية رجال الأمن في المغرب، وهو مسدس نصف آلي عيار 9 مم.

### رجال الأمن
رجال الأمن هم من حملة السلاح بقوة القانون، ويعتبر السلاح الناري من لوازم رجل الأمن في العمل، وكل إخلال بعدم حمله أثناء ممارسة عمله يعتبر اختلالا إداريا، فرجل الأمن مطالب بمنطق القانون وقوته كذلك، بحمل اللوازم الوظيفية من ضمنها السلاح الناري الوظيفي والأصفاد وشارة الهوية الإدارية، والبطاقة المهنية، ناهيك عن تسلحه بالمواد القانونية المعمول بها في المدونة الجنائية، ومنها المادة 18 في البحث التمهيدي، وحالة التلبس والإنابة القضائية ثم المادتين 124 و125 المتعلقة بحالات الدفاع الشرعي عن النفس. كما أن القانون يسمح لرجل الأمن أن يستعمل سلاحه الوظيفي خارج أوقات العمل من أجل صد كل اعتداء عن النفس والغير، ويعتبر القانون هذا التدخل خارج أوقات العمل بمثابة تدخل ضروري، يؤطره القانون ويعطيه الصفة، كما لو أنه تدخل أثناء فترة عمل الشرطي.
والقانون الجنائي هو الذي يحدد حالات استخدام السلاح الوظيفي الموضوع رهن إشارة عناصر الأمن، وذلك في إطار الدفاع الشرعي عن نفس ومال المواطن، أو عن رجل الأمن المتدخل نفسه، شريطة توافر ظروف قانونية وواقعية، يخضع تقديرها لمراقبة القضاء، وذلك عندما يكون الاعتداء حالا ووشيكا، وأن يكون هناك تناسب بين الاعتداء والدفاع. وطبقاً لمقتضيات القانون الجنائي، خصوصاً الفصل 124 الذي جاء فيه لا جناية ولا جنحة ولا مخالفة في الأحوال الآتية:
- إذا كان الفعل قد أوجبه القانون وأمرت به السلطة الشرعية.
- إذا اضطر الفاعل ماديا إلى ارتكاب الجريمة، أو كان في حالة استحال عليه معها، استحالة مادية، اجتنابها، وذلك لسبب خارجي لم يستطع مقاومته.
- إذا كانت الجريمة قد استلزمتها ضرورة حالة للدفاع الشرعي عن نفس الفاعل أو غيره أو عن ماله أو مال غيره، بشرط أن يكون الدفاع متناسباً مع خطورة الاعتداء.[10][11]

وهناك حالات أخرى لا تدخل ضمن ما يعرف بالدفاع الشرعي، يستعمل فيها الشرطي سلاحه في حالة تهور ويتخلى عن الدور المنوط به في استتباب الأمن، ويصبح محدثا للفوضى وقد يرتكب جرائم بسلاحه الناري ضد أشخاص عزل. وفي هذه الحالة فإن رجل الأمن يعتبر مرتكبا لجريمة، ويعاقب طبقا للقانون بحسب نوع الجريمة وما ترتب عنها، ولا يقف الأمر عند هذا الحد، بل إن هناك عقوبات تأديبية تتخذ في حقه، كما هو مسطر في البند المتعلق بالعقوبات التأديبية في الظهير رقم 213.09.1 المتعلق بالمديرية العامة للأمن الوطني والنظام الأساسي لموظفي الأمن الوطني، والذي أقر عقوبات تأديبية في حال ارتكاب رجل الأمن لخطأ مهني، تتدرج حسب نوع الخطأ المرتكب بين الإنذار والتوبيخ، أو الحذف من لائحة الترقي والإنزال من الرتبة، والتوقيف عن العمل لمدة أدناها 15 يوما وأقصاها 6 أشهر، أو الإحالة على التقاعد أو العزل. وتعتبر حسب القانون نفسه، المسطرة التأديبية مستقلة عن الدعوى الجنائية المقامة ضد أي موظف من موظفي الأمن الوطني سواء تعلق الأمر بمخالفته لالتزاماته المهنية أو بجريمة من جرائم الحق العام، ولا تلتزم الإدارة في الحالة التي يكون فيها الحكم القضائي سابقا للقرار التأديبي، سوى بالأحكام القضائية الصادرة بصورة نهائية، والتي تدحض الوجود المادي للوقائع التي تم على أساسها إجراء المتابعات التأديبية.

### السلاح الخفي
من أجل حيازة السلاح الخفي يجب تنفيذ مسطرة مضبوطة، ويقصد بالسلاح الخفي أو غير الظاهر، تلك الأسلحة التي يرخص باستعمالها من قبل بعض المسؤولين في مواقع حساسة، في الأمن والقضاء والخارجية والداخلية والاستعلامات وبعض الشخصيات المهمة، والتي يمكن أن يرخص بحملها للحراس الشخصيين لهؤلاء المسؤولين، حيث تخضع إلى عدد من الشروط، وهي تختلف عن الأسلحة الوظيفية التي يستعملها رجال الأمن والدرك الملكي والجمارك والجيش. ويتلخص طلب حيازة هذا السلاح، في تحرير طلب على ورق متنبر، وتقديم نسخة من شهادة السوابق أو نسخة من السجل العدلي، وأربعة صور فوتوغرافية، ونسخة من عقد الازدياد، ونسخة من بطاقة التعريف الوطنية، ووعد بالبيع مسلم من طرف تاجر الأسلحة. ويتم تسليم الطلب والوثائق المطلوبة لانجاز المسطرة، إضافة إلى رسم جبائي في حدود 200 درهم، إلى السلطة الإدارية المحلية المختصة ترابيا، على أن يتم التوجه بعد إتمام المسطرة إلى مصالح الأمن المختصة ترابيا، فيما لا تتجاوز مدة دراسة الملف 10 إلى 15 يوما. ويمر الملف عبر مجموعة من المصالح الإدارية المكلفة بإنجاز المسطرة، والتي تنطلق من السلطة الإدارية المحلية المختصة ترابيا إلى المديرية العامة للشؤون الداخلية بوزارة الداخلية، وكذا الإدارة العامة للأمن الوطني، خصوصا على مستوى مديرية الاستعلامات العامة والتقنين أو مصالح الدرك الملكي.

### القنص
تُعتبر هواية ممارسة القنص في المغرب كنشاط ترفيهي، وقد أصبح القنص حاليا يلعب دورا مهما في تدبير الوحيش والمساحات المعيشية. وتمارس الآن هذه الهواية من طرف أكثر من 80 ألف قناص مغربي وحوالي 3000 قناص أجنبي. ويعتبر حق القنص في المغرب ملكاً للدولة التي تفوض ممارسته في ظل شروط معينة، أما نشاط القنص المهيمن فهو ذلك الذي يمارس في المجالات المفتوحة لجميع القناصة والذي يسمى القنص العادي، غير أنه من أجل إعادة تعمير النظم الإيكولوجية تعمل المندوبية السامية للمياه والغابات ومحاربة التصحر على دعم وتشجيع اللجوء إلى سياسة إيجار حق القنص للجمعيات استنادا إلى مجموعة من الشروط التي تعمد إلى تحديد الإجراءات والتدابير لتحسين ظروف تواجد الوحيش بالأراضي المؤجرة.

## أنواع الأسلحة في المغرب
تعتبر أسلحة بينيللي وبيريتا الأكثر شهرة بالمغرب لما تتمتعان به من جودة وقوة وصلابة وصيانة سريعة، والماركتان الإيطاليتان هما الأغلى أيضا في السوق المغربية بين القناصين والرماة، ويصل ثمن أغلى موديل إلى 12 مليون سنتيم فيما يصل ثمن الأرخص مليون سنتيم. وهناك الكثير من الماركات والموديلات غير الإيطالية، مثل الروسية التي تعتبر الأرخص إذ يمكن أن يصل ثمنها إلى ثلاثة آلاف درهم لكن القناصين يعتبرونها موديل شينوا ولا يولونها أي اهتمام. أما بالنسبة إلى الخراطيش فيمكن أن يصل ثمنها إلى ستة دراهم للخرطوشة الواحدة أما الأكثر استعمالا فيصل ثمنها إلى ثلاثة دراهم.

## وصلات خارجية
- الجامعة الملكية المغربية للقنص
- وزارة الفلاحة والصيد البحري والتنمية القروية والمياه والغابات - قطاع المياه والغابات